# Octavia Minor

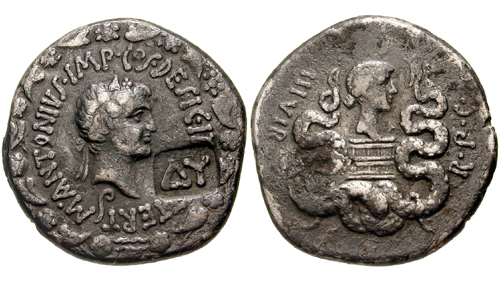
Büste der Octavia (rechts) auf einer in Ephesos geprägten Münze

Octavia Minor („Octavia die Jüngere“, auch kurz Octavia genannt, * um 69 v. Chr. in Nola; † 11/10 v. Chr.) war eine ältere Schwester des römischen Kaisers Augustus und die vierte Ehefrau des römischen Feldherrn und Triumvirn Marcus Antonius. Sie galt durch ihre Tugend, Güte, Loyalität zu ihren Gatten und Nichteinmischung in die Politik als eines der bekanntesten adligen Vorbilder für die traditionellen römischen Vorstellungen von der Rolle von Matronen, die sich auf ihre Aufgabe als Mutter und Hausfrau beschränken sollten.

## Leben

### Abstammung
Octavia war die einzige Tochter des Gaius Octavius von seiner zweiten Frau Atia, der Nichte des berühmten römischen Feldherrn Gaius Iulius Caesar. Um sie von ihrer älteren Halbschwester Octavia Maior zu unterscheiden, wird sie in der modernen Forschung Octavia Minor (die Jüngere) genannt. Octavius, der spätere Kaiser Augustus, war ihr jüngerer (Voll-)Bruder. Aus der Angabe des antiken Biographen Plutarch, dass die Geliebte des Marcus Antonius, die ägyptische Königin Kleopatra, Octavia weder an Schönheit noch an Jugend übertreffe, wird auf eine ungefähre Gleichaltrigkeit der beiden Frauen geschlossen. Da Kleopatras mutmaßliches Geburtsdatum (Anfang 69 v. Chr.) bekannt ist, wird ein ähnliches auch für Octavia angenommen.

### Ehe mit Gaius Claudius Marcellus
Octavia wurde von ihrem Stiefvater Lucius Marcius Philippus mit Gaius Claudius Marcellus (Konsul 50 v. Chr.) verheiratet. Die Ehe wurde jedenfalls vor 54 v. Chr. geschlossen, denn es drohte bald ihre Auflösung, als in diesem Jahr Iulia, die mit dem Triumvirn Gnaeus Pompeius Magnus verheiratete Tochter Caesars, starb. Der spätere Diktator wollte daraufhin die verwandtschaftliche Verbindung mit seinem Rivalen erneuern und seine Großnichte Octavia mit Pompeius verloben, der jedoch nicht zustimmte.
Der Ehe von Marcellus und Octavia entstammten drei gegen Ende der 40er Jahre v. Chr. geborene Kinder: ein Sohn namens Marcus Claudius Marcellus und zwei Töchter, die beide Claudia Marcella hießen und zur Unterscheidung als Claudia Marcella die Ältere und Claudia Marcella die Jüngere bezeichnet werden. Die letztgenannte Tochter wurde erst nach dem Tod ihres Vaters geboren.
Als 43 v. Chr. Octavian und seine Triumviratskollegen zahlreiche Gegner in Proskriptionslisten eintragen ließen, setzte sich Octavia bei ihrem Bruder für die Geächteten ein und half der Frau eines Titus Vinius, die Amnestie ihres Mannes auf dramatische Weise zu erreichen.

### Ehe mit Marcus Antonius
Anfang 40 v. Chr. wurde Octavia im Alter von etwa 30 Jahren Witwe. Ihr Bruder, der sie innig liebte, verlobte sie mit besonderer Senatserlaubnis noch vor Ablauf der gesetzlich vorgeschriebenen zehnmonatigen Trauerzeit im Oktober 40 v. Chr. mit dem ebenfalls verwitweten Triumvirn Marcus Antonius, der gut zehn Jahre älter als Octavia war. Die Hochzeit fand mit viel Gepränge Ende des Jahres in Rom statt. Diese Ehe diente zur Bekräftigung des zwischen den Triumvirn geschlossenen Vertrages von Brundisium, der Antonius den Osten und Octavian den Westen des Römischen Reichs zusprach und zur Verbesserung ihres gespannten Verhältnisses dienen sollte. Das Heer bejubelte die Heirat von Antonius und Octavia als Zeichen für den Beginn einer neuen Friedensära. Als Antonius seit Ende 39 v. Chr. in Athen weilte, ließ er Münzen mit seinem und Octavias Porträt prägen. Nach Fulvia, Antonius’ vorigen Ehefrau, war Octavia erst die zweite Römerin, deren Bild auf Münzen erschien. Ihr Name wurde aber auf diesen Prägungen nicht erwähnt.
Die als liebenswert, schön und kultiviert charakterisierte Octavia wurde von den antiken Autoren als Musterbeispiel einer tugendhaften, sich nur um den Haushalt kümmernden Römerin Kleopatra gegenübergestellt, die dafür eine wenig schmeichelhafte Beurteilung erhielt. Antonius hatte mit der ägyptischen Königin im Vorjahr der Hochzeit (41 v. Chr.) eine Affäre gehabt; aber nun sollte sich Octavia zu ihrer Gegenspielerin entwickeln und sie in der Gunst des Antonius vorübergehend verdrängen. Obwohl ihre Ehe mit Antonius zunächst aus rein politischen Zwecken zustande gekommen war, scheint sie immer loyal zu ihrem Gemahl gewesen zu sein. Ein führender Anhänger ihres Bruders, Gaius Maecenas, besang ihr schönes, natürliches Haar.
Als Octavian und Antonius im Sommer 39 v. Chr. ihren kriegerischen Konflikt mit Sextus Pompeius durch den Vertrag von Misenum beilegen wollten, wurde als Teil dieser Vereinbarung der erst dreijährige Sohn Octavias aus erster Ehe, Marcellus, mit einer Tochter des Sextus Pompeius verlobt, doch wurde der Frieden bald wieder gebrochen und die Verlobung infolgedessen gelöst.
Im August oder September 39 v. Chr. gebar Octavia eine Tochter Antonia, die von ihrer später geborenen gleichnamigen Schwester wieder durch den Zusatz „die Ältere“ (lateinisch maior) unterschieden wird. Als Antonius Ende 39 v. Chr. nach Griechenland aufbrach, begleitete ihn seine Gattin mit ihrer neugeborenen Tochter. Das Ehepaar verlebte den Winter 39/38 v. Chr. glücklich in Athen. Die Bürger der Stadt erwiesen Octavia zahlreiche Ehrenbezeugungen, feierten Antonius als neuen Dionysos und vermählten ihn in einer „Himmlischen Hochzeit“ mit Athene, d. h. der mit der Stadtgöttin gleichgesetzten Octavia. Doch Antonius verlangte mit sarkastischem Humor von den Athenern als „Mitgift“ 1000 Talente.
Wohl in die Zeit dieses Aufenthalts in Athen gehört die Episode der Bekritzelung einer Statue Octavias mit der Stichelei, dass Antonius zwei Frauen habe – offenbar eine Anspielung auf seine frühere Liebschaft mit Kleopatra. Vielleicht handelten hier Personen im Auftrag der ägyptischen Königin, die wohl ihre Verbindung zu Antonius nicht gänzlich abreißen lassen wollte.
Vermutlich blieb Octavia im Laufe des Jahres 38 v. Chr. in Athen, während Antonius den bei der Bekämpfung der Parther in Asien zu erfolgreich gewordenen Legaten Publius Ventidius Bassus ablöste, aber wenig ausrichtete und Ende des Jahres wieder nach Griechenland zurückkehrte. Die Spannungen zwischen Octavias Bruder und ihrem Ehemann  nahmen inzwischen wieder zu. Octavia trug wesentlich zu einer nochmaligen Einigung der verfeindeten Triumvirn im Vertrag von Tarent Anfang 37 v. Chr. bei. Sie erbat als persönlichen Gefallen von ihrem Mann, dass er Octavian mehr Schiffe als vereinbart für den Kampf gegen Sextus Pompeius zur Verfügung stellte, während ihr Bruder dem Antonius tausend zusätzliche Soldaten als Leibwache übersenden sollte. Die in Tarent geschlossene Vereinbarung sollte auch durch zwei Heiraten bekräftigt werden. Einerseits fand eine Verlobung von Octavians zweijähriger Tochter Iulia mit Marcus Antonius Antyllus, dem knapp zehnjährigen Sohn des Antonius aus dessen Ehe mit Fulvia, statt, andererseits eine Verlobung der älteren Antonia mit Lucius Domitius Ahenobarbus (Konsul 16 v. Chr.). Doch kam das erste Heiratsprojekt nie zustande und das zweite erst nach dem Selbstmord von Antonius und Kleopatra. Die herausragende Rolle Octavias beim Zustandekommen der letzten Aussöhnung der Triumvirn wird auch auf Münzen, die Antonius danach in seiner Reichshälfte prägen ließ, angedeutet, denn hier erscheinen entweder der Kopf Octavias oder ihr Haupt und das ihres Gattes einander gegenüber oder aber die Köpfe von Antonius und Octavian gegenüber jenem von Octavia. Erstmals wurden auf römischen Münzen einander im Profil gegenüberstehende Porträts so abgebildet, vielleicht nach dem Vorbild hellenistischer Herrscher, die mit dieser Darstellungsform die Harmonie ihrer Ehe hervorheben wollten.
Als Antonius im Sommer 37 v. Chr. wieder in den Osten aufbrach, sandte er die mit einer weiteren Tochter, Antonia der Jüngeren, schwangere Octavia bereits in Korkyra wieder zu ihrem Bruder zurück, angeblich, weil er sie nicht den Strapazen einer Seereise nach Kleinasien aussetzen wollte. Der Historiker Christoph Schäfer glaubt, dass Antonius seine Gattin heimsandte, damit sie bei ihrem Bruder weiterhin für ein gutes Verhältnis zwischen den Triumvirn warb, gibt aber zu, dass Antonius bei diesem Schritt vielleicht auch an Kleopatra dachte, mit der er jedenfalls sofort seine Beziehung erneuerte. In der Forschung ist umstritten, ob und gegebenenfalls wann er die ägyptische Königin heiratete. Nach römischem Recht konnte er bis zu seiner formellen Scheidung von Octavia (32 v. Chr.) keine neue rechtsgültige Ehe eingehen.
Nachdem Antonius 36 v. Chr. gegen die Parther eine verheerende Niederlage hatte einstecken müssen, reiste Octavia Anfang 35 v. Chr. im Einverständnis mit ihrem Bruder von Rom in den Osten, um ihrem Gatten Elitetruppen (2000 Legionäre), Kriegsmaterial und Geld als Unterstützung mitzubringen. Damals befand sich Antonius mit Kleopatra in Syrien. Angeblich nur wegen des Einflusses seiner Geliebten, die ihn durch Vorspielung unsterblicher Liebe, Weinkrämpfe und Schädigung ihrer Gesundheit von einer Rückkehr zu Octavia abgehalten haben soll, schickte Antonius seiner in Athen wartenden Gattin den Bescheid, dass er die Verstärkungen gern annehme, sie selbst aber wieder heimreisen solle. Es ist unklar, ob Antonius seine Gattin sofort schriftlich zur Umkehr aufforderte oder ob er ihr in einem ersten Brief schrieb, in Athen zu warten, da er auf einem Kriegszug begriffen sei, und sie erst in einem zweiten Brief anwies, nach Rom zurückzukehren. Bei der Beurteilung von Antonius’ Verhalten ist jedenfalls zu berücksichtigen, dass schon lange Misstrauen zwischen den Triumvirn geherrscht und sich noch verstärkt hatte durch die von Octavian nicht eingehaltene Zusage, seinem Triumviratskollegen 20.000 Soldaten Verstärkungen für den Partherfeldzug zu schicken, so dass Antonius die ihm nun erst zwei Jahre später gesandten 2000 Legionäre gering erscheinen mussten und er daher nicht mehr an einer weiteren Zusammenarbeit interessiert war. Dagegen konnte er durch seine Beziehung zu Kleopatra die Ressourcen Ägyptens ausschöpfen, während ihm der nach seinem endgültigen Sieg über Sextus Pompeius zunehmend mächtigere und aggressiver auftretende Octavian diejenigen des Westens verschloss. Vielleicht aus diesen Überlegungen heraus und nicht nur aus Liebe entschied sich Antonius für Kleopatra und gegen Octavia, nahm damit aber auch den offenen Bruch mit Octavian in Kauf, der dieses Verhalten seines Schwagers vorausgesehen und offenbar gewollt hatte.
Octavian nützte die Behandlung seiner in Rom populären Schwester zur Erregung einer empörten Stimmung gegen Antonius. Er wollte, dass sie aus dem in Rom befindlichen Haus ihres Gatten auszog. Doch Octavia blieb und bat ihren Bruder, dass er sie nicht als Grund für den sich abzeichnenden Krieg zwischen den Triumvirn benutzen sollte. Nicht nur um ihre eigenen Kinder von Antonius, sondern auch um jene aus dessen Ehe mit Fulvia kümmerte sie sich rührend. Sie empfing alle mit Wünschen oder Sorgen zu ihr kommenden Freunde von Antonius und vertrat deren Interessen sogar bei ihrem Bruder. Gerade mit diesem tadellosen Verhalten schadete sie aber Antonius ungewollt, da ihm deshalb in Rom sein Benehmen gegenüber seiner so treuen und populären Gattin verübelt wurde.
Auf Antrag Octavians wurden seiner Schwester Octavia und seiner Gattin Livia 35 v. Chr. – wohl durch einen Senatsbeschluss – einige Privilegien zugestanden. Die beiden Damen standen nicht länger – wie sonst bei Frauen üblich – unter gesetzlicher Vormundschaft, genossen das unter römischen Frauen nur Vestalinnen zustehende Recht der Unverletzlichkeit und wurden durch Aufstellung ihrer Statuen geehrt.
Als die Vorbereitungen der Triumvirn für den finalen Krieg um die Herrschaft im Römischen Reich im vollen Gange waren und Kleopatra von den Athenern die gleichen Ehren verlangte, die sie einst Octavia bei deren Aufenthalt mit Antonius in der griechischen Metropole erwiesen hatten, konnte die ägyptische Königin im Mai oder Juni 32 v. Chr. endlich erreichen, dass ihr Geliebter seiner Gattin den Scheidungsbrief nach Rom schickte und aus seinem Haus werfen ließ. Nun erst zog Octavia weinend aus dem Heim ihres ehemaligen Gatten aus. Diese Demütigung seiner Gattin kostete Antonius in Italien viele Sympathien und so konnte sich Octavian umso mehr Unterstützung für seinen letzten Feldzug gegen seinen ehemaligen Triumviratskollegen sichern.

### Späteres Leben
Ab nun zog sich Octavia völlig zurück und blieb fortan unverheiratet. Nach dem Sieg Octavians über seinen Rivalen und dem anschließenden Doppelselbstmord von Antonius und Kleopatra (30 v. Chr.) ließ der neue Alleinherrscher Antonius’ ältesten Sohn Antyllus hinrichten. Alle anderen Kinder des Antonius, auch jene von Kleopatra, wurden von Octavia in Rom aufgezogen. Auch Juba von Mauretanien wuchs in ihrem Haushalt auf.
Die beiden Töchter von Antonius und Octavia durften einen Teil des Vermögens ihres Vaters erben. Durch ihre Ehe mit Domitius Ahenobarbus (s. o.) wurde Antonia die Ältere die Großmutter des späteren Kaisers Nero. Antonia die Jüngere heiratete Nero Claudius Drusus, einen Stiefsohn des Augustus, und wurde so die Urgroßmutter Neros. Von Octavias Töchtern aus ihrer ersten Ehe heiratete die ältere Marcella Augustus’ Vertrauten Marcus Vipsanius Agrippa und nach der Trennung dieser Ehe Iullus Antonius, den jüngeren Sohn von Antonius aus dessen Ehe mit Fulvia. Die jüngere Marcella erhielt zuerst Paullus Aemilius Lepidus (wohl den Suffektkonsul von 34 v. Chr.), dann Marcus Valerius Messalla Barbatus Appianus (Konsul 12 v. Chr.) zum Gatten. Der einzige Sohn Octavias, Marcus Claudius Marcellus, ging eine Ehe mit Augustus’ Tochter Iulia ein und galt als möglicher Nachfolger des Kaisers, bis er 23 v. Chr. überraschend starb. Den frühen Tod ihres Sohnes konnte Octavia nie verschmerzen und soll auf alle Mütter eifersüchtig gewesen sein. Dies traf in erster Linie auf die Gattin des Augustus, Livia, zu, deren Söhne vom Tod des jungen Marcellus am meisten profitierten. Laut einer bekannten Anekdote verlor Octavia das Bewusstsein, als der berühmte Dichter Vergil die von ihrem Sohn handelnden Verse aus dem sechsten Buch seiner Aeneis vorlas.
Zu Ehren seiner Schwester ließ Augustus nach 27 v. Chr. die Portikus der Octavia in Rom an Stelle der Porticus Metelli errichten. In der ihr gewidmeten Portikus stiftete Octavia Bibliotheken. Der Bauschriftsteller Vitruv verdankte ihr, dass Augustus kurz nach der Schlacht bei Actium (31 v. Chr.) ein dauerhaftes Interesse für ihn fand. Octavia verkehrte auch mit Philosophen, so mit Nestor, einem Mitglied der platonischen Akademie, den sie zum Erzieher ihres Sohnes Marcellus machte, und mit dem Stoiker Athenodoros von Tarsos, der ihr ein Werk widmete.
Ein Mann, der sich als Octavias Sohn ausgab mit der Behauptung, aufgrund seines schwachen Wesens sei ein anderes Kind an seine Stelle gesetzt worden, wurde laut Valerius Maximus zur Strafe auf die Galeeren geschickt.

### Tod und Bestattung
In großer Zurückgezogenheit starb Octavia 11 oder 10 v. Chr. im Alter von knapp 60 Jahren. Nach ihrer Aufbahrung im Tempel des vergöttlichten Iulius hielt ihr zuerst der sehr um sie trauernde Augustus auf einer Tribüne vor dem Caesar-Tempel die Totenrede, danach ihr Schwiegersohn Drusus auf der gegenüberliegenden Rednerbühne. Es wurde eine Staatstrauer ausgerufen, und Octavias Schwiegersöhne trugen ihre Bahre zum Augustusmausoleum, wo sie an der Seite ihres Sohnes Marcellus bestattet wurde. Einige der vom Senat für sie vorgeschlagenen Ehrungen wurden von ihrem Bruder nicht angenommen.

## Rezeption
Im Jahr 1906 benannte der deutsche Astronom Max Wolf den Asteroiden 598 nach Octavia Minor.

## Belletristik
- Gerhard Herm: Octavia, die Römerin. Historischer Roman. Marion von Schröder Verlag, 1997, ISBN 978-3-547-74444-6.
- Jutta Laroche: Im Schatten der Macht. Der Diktator. Verlag Richard Marheinecke, 2015, ISBN 978-3-932053-91-7.
- Jutta Laroche: Im Schatten der Macht. Der Kaiser. Verlag Richard Marheinecke, 2015, ISBN 978-3-932053-92-4.